# Opal (Wyoming)
Opal è un centro abitato (town) degli Stati Uniti d'America, situato nella Contea di Lincoln nello Stato del Wyoming. Nel censimento del 2000 la popolazione era di 102 abitanti.

## Geografia fisica
Secondo i rilevamenti dell'United States Census Bureau, la località di Opal si estende su una superficie di 1,1 km², tutti occupati da terre.

## Popolazione
Secondo il censimento del 2000, a Opal vivevano 102 persone, ed erano presenti 26 gruppi familiari. La densità di popolazione era di 91,4 ab./km². Nel territorio comunale si trovavano 48 unità edificate. Per quanto riguarda la composizione etnica degli abitanti, il 99,02% era bianco e lo 0,98% apparteneva a due o più razze. La popolazione di ogni razza ispanica corrispondeva al 5,88% degli abitanti.
Per quanto riguarda la suddivisione della popolazione in fasce d'età, il 33,3% era al di sotto dei 18, il 3,9% fra i 18 e i 24, il 32,4% fra i 25 e i 44, il 24,5% fra i 45 e i 64, mentre infine il 5,9% era al di sopra dei 65 anni di età. L'età media della popolazione era di 33 anni. Per ogni 100 donne residenti vivevano 100,0 uomini.